# Georgas Freidgeimas
Georgas Freidgeimas (Kaišiadorys, 10 agosto 1987) è un ex calciatore lituano, di ruolo difensore.

## Palmarès

### Club

#### Competizioni nazionali
- A Lyga: 3

Žalgiris Vilnius: 2013, 2014, 2015
- Coppa di Lituania: 5

Žalgiris Vilnius: 2011-2012, 2012-2013, 2013-2014, 2014-2015, 2018
- LFF Supertaurė: 5

Žalgiris Vilnius: 2012, 2013, 2014, 2015, 2017